# شهرستان نووتوریالسکی
شهرستان نووتوریالسکی (به لاتین: Novotoryalsky District) یک شهرستان در روسیه است که در ماری ال واقع شده‌است.